# Betta
Betta – rodzaj słodkowodnych ryb okoniokształtnych, zaliczany do błędnikowców, rodzina guramiowate (Osphronemidae), dawniej był zaliczany do labiryntowatych. Ryby z tego rodzaju w języku polskim określane są zwyczajową nazwą bojownik, występującą również w handlu akwarystycznym.

## Zasięg występowania
Ryby te obejmują swym zasięgiem rejon południowej Azji, od Pakistanu i Indii przez Półwysep Malajski do Korei.

## Klasyfikacja
Gatunki zaliczane do tego rodzaju:
| - Betta akarensis - Betta albimarginata - Betta anabatoides – bojownik łaźcowy - Betta antoni - Betta apollon - Betta aurigans - Betta balunga - Betta bellica – bojownik pręgowany, bojownik zwadliwy - Betta breviobesus - Betta brownorum - Betta burdigala - Betta channoides - Betta chini - Betta chloropharynx - Betta coccina – bojownik szkarłatnoczerwony, bojownik czerwony(!) - Betta compuncta - Betta cracens - Betta dimidiata - Betta edithae – bojownik Edyty - Betta enisae - Betta falx - Betta ferox - Betta foerschi – bojownik Foerscha - Betta fusca - Betta gladiator - Betta hipposideros - Betta ibanorum - Betta ideii - Betta imbellis – bojownik bezbronny, bojownik karłowaty - Betta krataios - Betta kuehnei - Betta lehi - Betta livida - Betta macrostoma – bojownik plamooki - Betta mahachaiensis | - Betta mandor - Betta midas - Betta miniopinna - Betta obscura - Betta ocellata - Betta pallida - Betta pallifina - Betta pardalotos - Betta patoti - Betta persephone - Betta pi - Betta picta – bojownik jawajski - Betta pinguis - Betta prima - Betta pugnax – bojownik chrobry, bojownik Bredera, bojownik nadobny, bojownik malajski - Betta pulchra - Betta raja - Betta renata - Betta rubra - Betta rutilans - Betta schalleri - Betta simorum - Betta simplex - Betta smaragdina – bojownik szmaragdowy - Betta spilotogena - Betta splendens – bojownik wspaniały,, bojownik syjamski, - Betta stigmosa - Betta stiktos - Betta strohi - Betta taeniata – bojownik pasiasty - Betta tomi - Betta tussyae – bojownik czerwony(!) - Betta uberis - Betta unimaculata – bojownik wielki - Betta waseri |

Uwaga
W polskiej literaturze 2 gatunki z tego rodzaju (B. coccina i B. tussyae) otrzymały taką samą nazwę: bojownik czerwony.

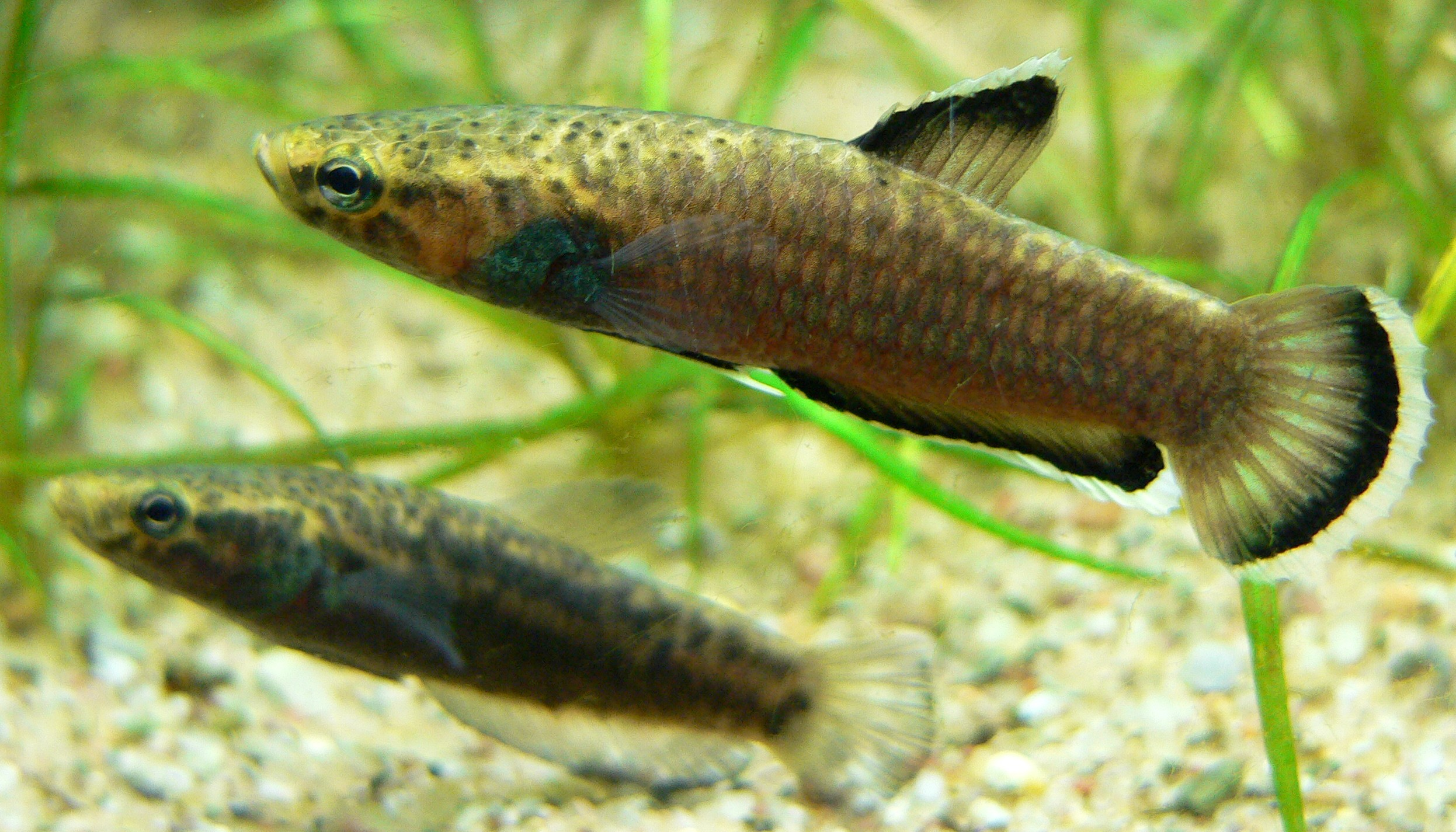
Betta albimarginata
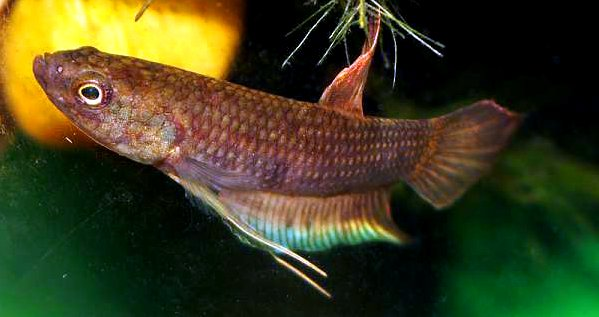
Betta dimidiata
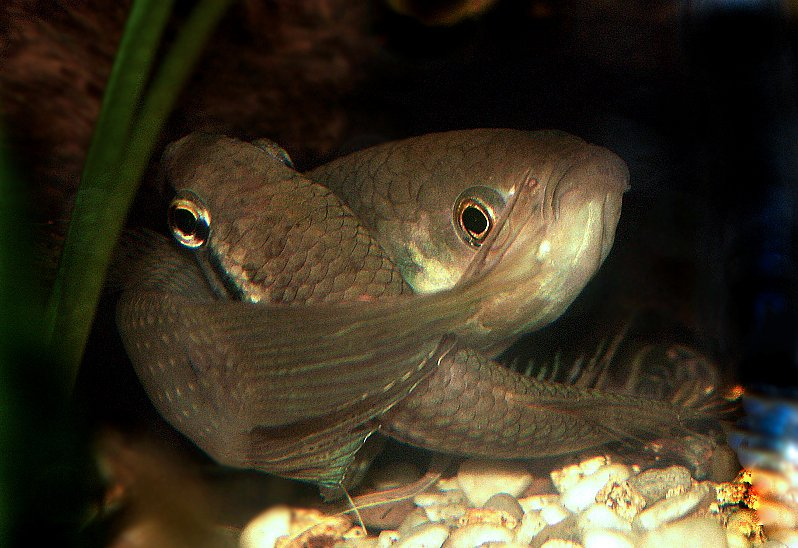
Betta fusca
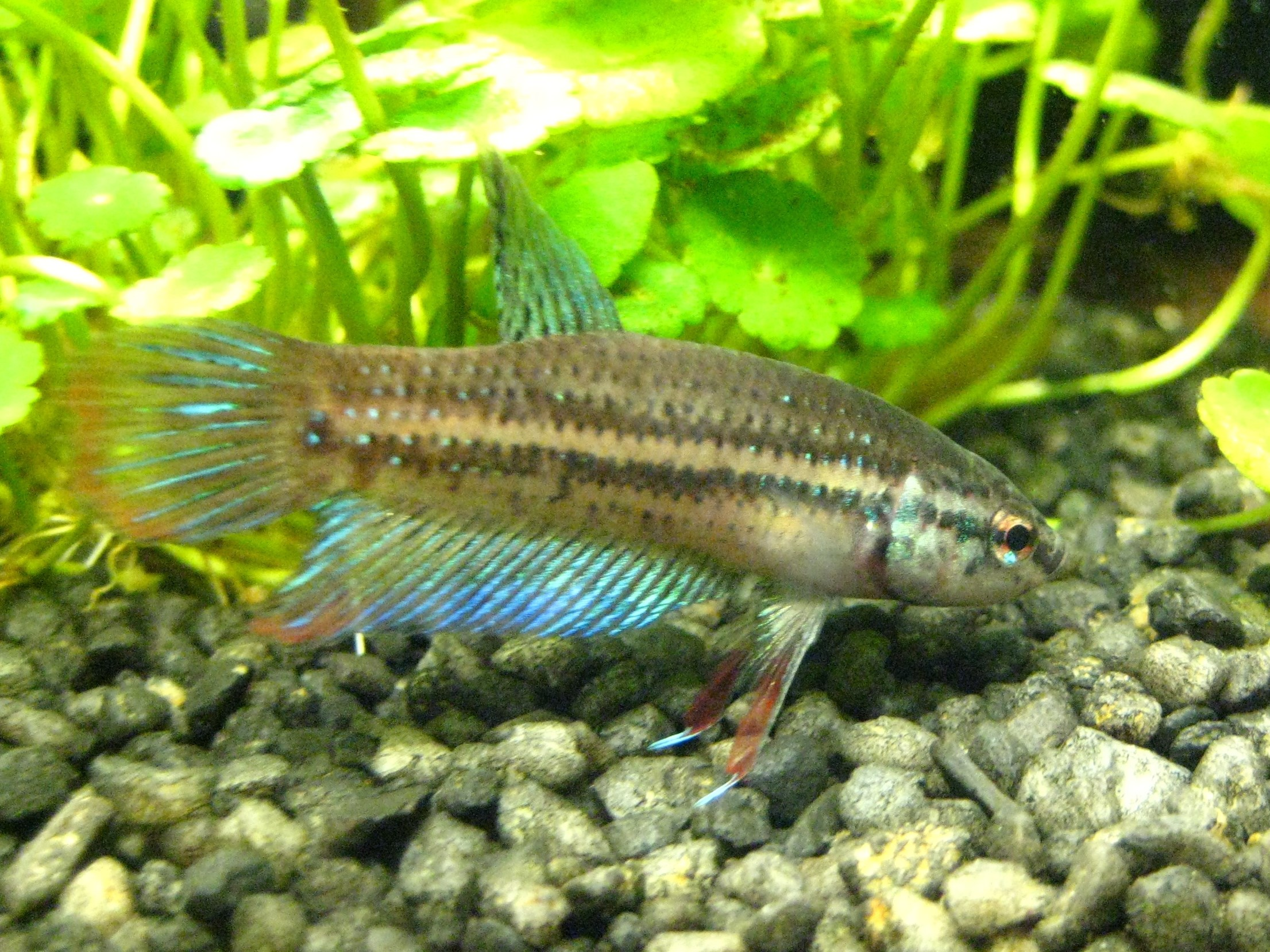
Betta imbellis
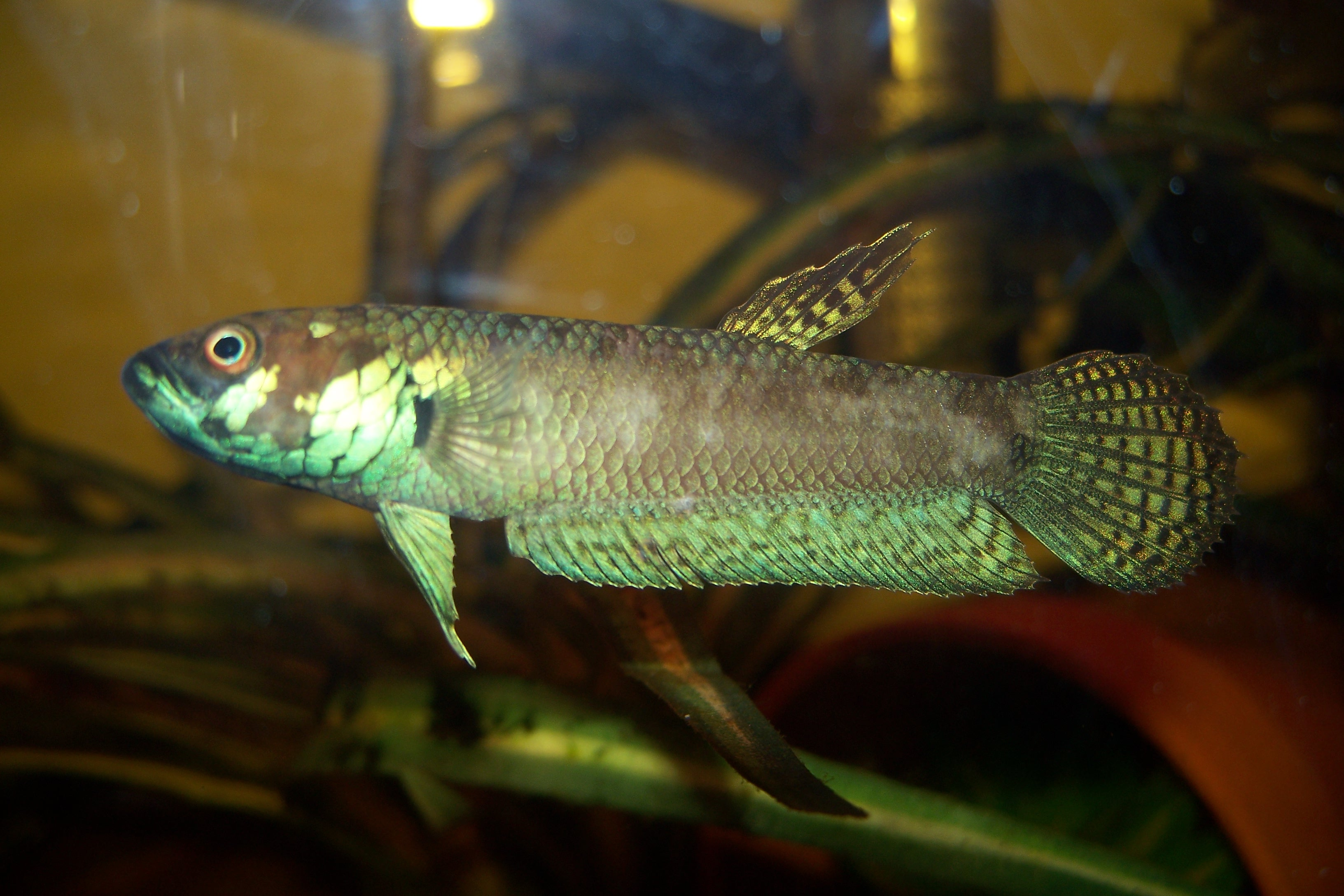
Betta pallifina
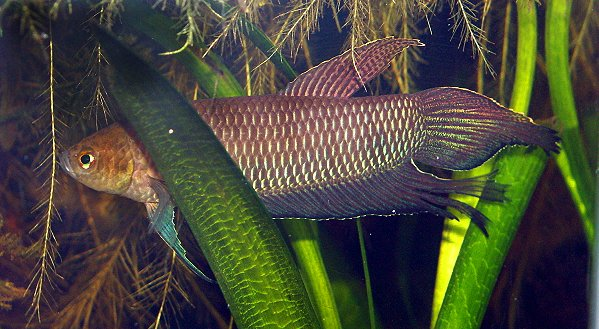
Betta simorum
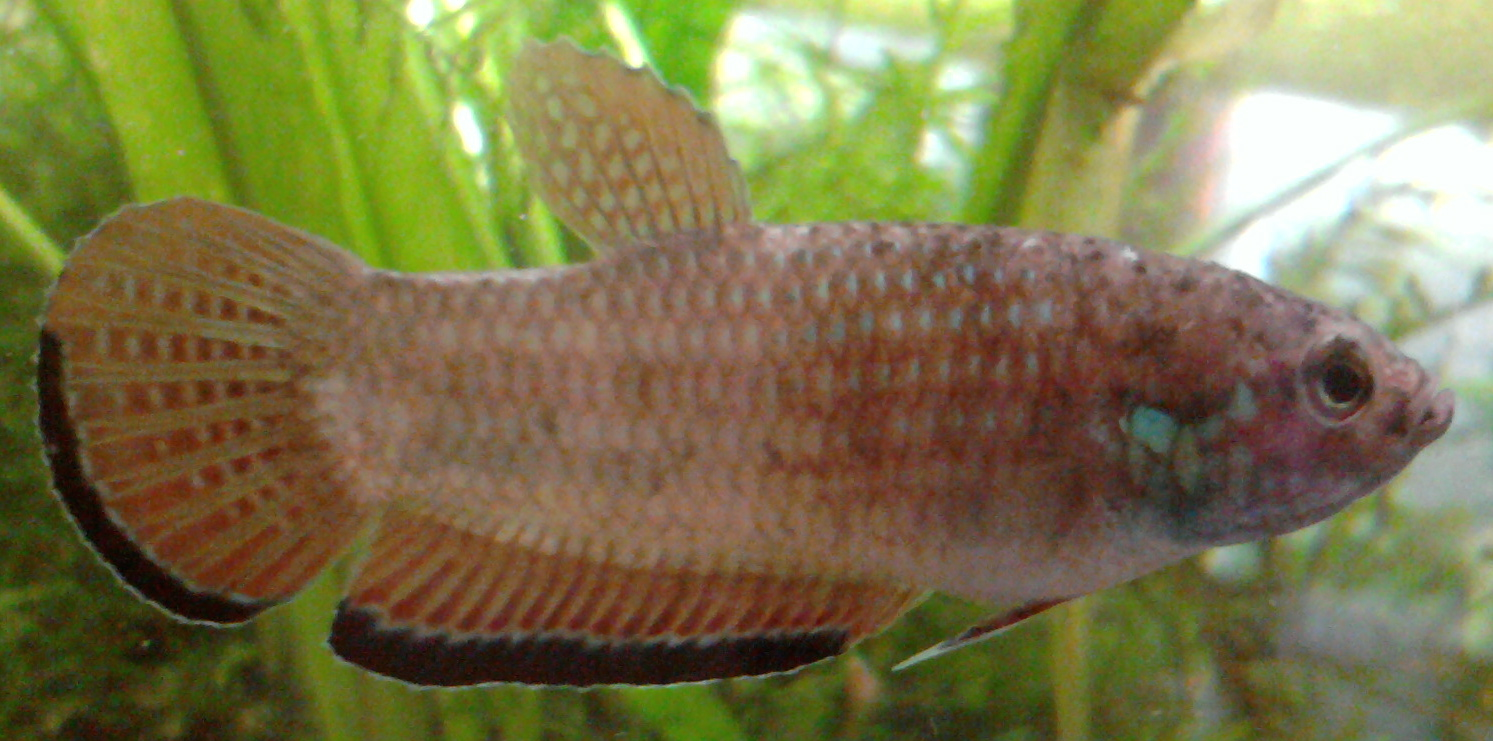
Betta simplex
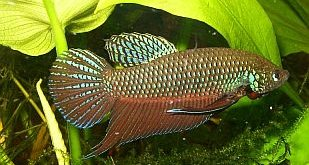
Betta smaragdina
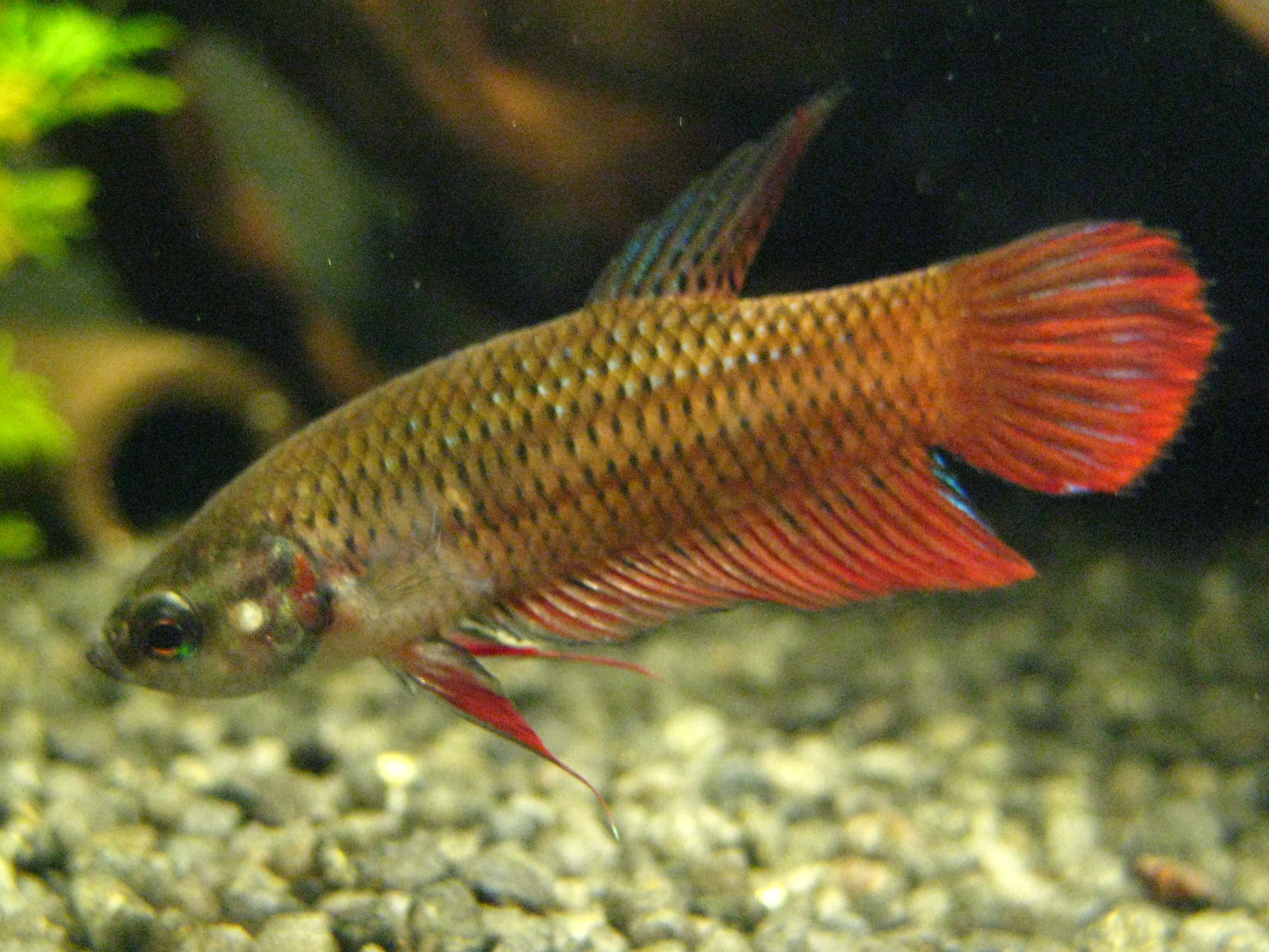
Betta tussyae